# スタニスラヴ・メドベデンコ
スタニスラフ・メドベデンコ（英語: Stanislav Medvedenko,ウクライナ語: Станіслав Медведенко、1979年4月4日 - ）は、ウクライナのプロバスケットボール選手。ソビエト連邦ウクライナキーウ州カラピシ(Karapyshi)出身。ポジションはパワーフォワード。208cm、114.8kg。

## 来歴
18歳でウクライナ国内リーグでプロデビュー。

2000年にドラフト外でロサンゼルス・レイカーズに入団し、2000-01シーズンと2001-02シーズンといきなり2年連続のNBA王者を経験。

2005年には、ウクライナ代表として2005ユーロバスケットに出場。